# 威利 (香港)
威利（1950年1月4日—），原名馮偉林，前資深男歌手；曾為無綫電視部頭合約藝員。

## 個人經歷
威利曾於加拿大生活和在1960年代與朋友組成樂隊。他在1970年代以玩票性質與歌手林子祥以及大AL（張武孝）組成「玉石樂隊」踏入樂壇，之後因為於1979年主唱香港中華煤氣廣告歌而開始受人注目。同年，他又與馮鏡輝、Ricky、Tony和阿友組成「威鎮樂隊」，改編自煤氣廣告歌的《陽光空氣》收入樂隊首張專輯《城市之歌》中。及後加入電視台拍攝劇集，他所飾演的多數是滑稽搞笑角色。
在1996年開始，他發覺自己在娛樂圈沒有大作為，所以轉向專注於在中國內地從事製衣事業。他的工廠在湖南設廠，辦公室則設在香港新蒲崗，經營中下價女裝，其商品更遠銷至時裝王國意大利。他在製衣界發展的決定是跟他的家庭背景有關。威利從事製衣業之前曾在東莞開設手袋工廠做加工工作。2015年，他重返無綫電視接拍《鬼同你OT》等電視劇集，直至2018年4月離開。受社會事件及疫情影響，自2019年8月至2020年8月威利已一年沒有收入，更有8個表演活動被取消。

## 軼聞
- 1971年，威利跟娛樂圈外女性結婚，但是因為雙方相處一段時間後沒有感覺，又因為第三者出現，為免麻煩，威利於約1987年左右離婚，享受個人生活，但仍然有聯絡[3]

## 音樂作品

### 唱片專輯
| 年份   | 專輯名                                   | 唱片公司            | 備註       |
| 1979年 | 城市之歌                                 | 新力唱片            | 與威鎮樂隊 |
| 1981年 | 大控訴                                   |                     | 個人       |
| 1981年 | 天使危機                                 | 新力唱片            | 個人       |
| 1981年 | CBS新力群星盡精英第二輯                  | 新力唱片            | 與威鎮樂隊 |
| 1983年 | 威利                                     | 新力唱片            | 個人       |
| 1983年 | 群星盡精英第三輯                         | 新力唱片            | 與威鎮樂隊 |
| 1983年 | CBS新力群星盡精英第四輯                  | 新力唱片            | 與威鎮樂隊 |
| 1984年 | 馮偉林                                   |                     | 個人       |
| 1989年 | 落葉季節                                 |                     | 個人       |
| 2011年 | Volare – Cantare, I Can Fly, I Can Sing! | New Centry Workshop | 個人       |
| 2012年 | 樂在途中（CD版）                         | 新力唱片            | 與威鎮樂隊 |

### 動畫歌曲
- 1981年：日本動畫《宇宙大帝》中文版主題曲

### 经典名曲
- 《陽光空氣》
- 1981年：《不要說離去》
- 1981年：《好大個網》
- 《眼中那份癡》
- 1982年：《胸怀大志》（無綫电视劇《獵鷹》主題曲）
- 1982年：《孤城客》

## 演出作品

### 電視劇（無綫電視）
| 首播   | 劇名               | 角色                       | 備註 |
| 1984年 | 扭計雙星           | 瑞康                       |      |
| 1984年 | 扭計雙星第二輯     | 周時闊                     |      |
| 1984年 | 閉門一家親         | 閉而通                     | 主角 |
| 1984年 | 城市小品之神探阿福 |                            |      |
| 1985年 | 閉門一家親II       | 閉而通                     | 主角 |
| 1985年 | 中四丁班           | 董家鎮                     |      |
| 1986年 | 鑽石王老五         | ？（待補充）               |      |
| 1986年 | 工字打出頭         | 趙老闆                     |      |
| 1987年 | 吾妻十三點         | 危樓                       | 主角 |
| 1987年 | 阿嬌正傳           | 姜沖                       |      |
| 1987年 | 天狼劫             | 段俊夫                     |      |
| 1988年 | 大茶園             | 羽貴                       |      |
| 1989年 | 萬家傳說           | 李德福                     |      |
| 1989年 | 末代天師           | 金副官                     |      |
| 2015年 | 鬼同你OT           | 姜炳仁（Brian、炳仁電訊）  | 配角 |
| 2016年 | 殭                 | 崔龍珠（龍珠哥、臥龍小子） | 配角 |
| 2016年 | 來自喵喵星的妳     | 焦積（Jack）               | 配角 |
| 2017年 | 迷                 | 陳之華（盲公）             | 配角 |
| 2017年 | 燦爛的外母         | 傅德正                     | 配角 |

### 電視劇（亞洲電視）
| 首播   | 劇名             | 角色   | 備註 |
| 1991年 | 上海一九四九     |        |      |
| 1991年 | 豪門             | 劉少東 |      |
| 1991年 | 大提琴與點三八   | 紀輝   |      |
| 1992年 | 摩登七十二家房客 |        |      |
| 1992年 | 伯虎為卿狂       | 蠢僕   | 配角 |
| 2007年 | 靈舍不同         | 李萬基 | 配角 |

### 電視劇（其他）
| 首播   | 劇名       | 角色     | 備註           |
| 2008年 | 幸福的味道 | 的士司機 | 香港電台電視部 |

### 綜藝節目
| 首播   | 節目名             | 性質                      | 備註     |
| 1991年 | 肥趣電視台         | 主持（與沈殿霞、 盧海鵬） | 亞洲電視 |
| 2006年 | 玄機解碼           | 嘉賓（第12集）            | 有線電視 |
| 2014年 | 今日VIP            | 嘉賓（12月25日）          | 無綫電視 |
| 2015年 | 星光熠熠耀保良2015 | 表演嘉賓                  | 無綫電視 |
| 2016年 | Sunday好戲王       | 嘉賓（第22集）            | 無綫電視 |
| 2016年 | 同行助人愛滿屋     | 飾演華哥                  | 無綫電視 |
| 2017年 | 流行經典50年       | 嘉賓（第11集）            | 無綫電視 |

### 電影
| 首映   | 電影名         | 角色   | 備註 |
| 1986年 | 豬仔出更       |        |      |
| 1988年 | 點指賊賊       |        | 配角 |
| 1988年 | 烏龍賊替身     |        | 配角 |
| 1989年 | 打工狂想曲     |        | 配角 |
| 1989年 | 發達先生       |        | 配角 |
| 1991年 | 魔畫情         |        | 配角 |
| 1993年 | 搭錯情人上錯床 |        | 主角 |
| 2006年 | 情意拳拳       | 石警長 | 配角 |

### 編劇
- 1989年：偷情先生

### 電台節目
- 2007年6月3日：《2000靚歌再重聚》（區瑞強主持，香港電台第二台）
- 2014年6月2日：《霎時衝動》（顏聯武主持，D100）

## 外部連結
- 威利在香港影庫上的簡介
- 威利的音樂作品 （页面存档备份，存于）
- 威利的音樂作品 2（页面存档备份，存于）